# Ingwenascaris
Ingwenascaris ist eine Gattung der Spulwürmer mit zwei Arten. Sie sind Parasiten im Magen bei Krokodilen.

## Merkmale
Die drei Lippen sind nicht vom Körper abgesetzt und am freien Rand mit einer Reihe Zähnchen besetzt. Zwischenlippen sind undeutlich oder nur schwach entwickelt. Eine Hinterlippengrube und Rostralplatte fehlen. Die Oberlippe hat geflügelte Seitenränder. Die beiden subventralen Lippen ähneln sich in der Form, sind aber durch die anliegenden geflügelten und ungeflügelten Randabschnitte der Oberlippe asymmetrisch. Die Seitenflügel entspringen an der Basis der Unterlippen. Die Deiriden und die Exkretionspore liegen nahe in Höhe des Nervenrings. Der muskulöse Ösophagus endet in einem gelappten Ventriculus. Der Blinddarm erstreckt sich nach vorn um mehr als eine halbe Ösophaguslänge. Kaudalflügel sind bei beiden Geschlechtern vorhanden. Die Vulva liegt zwischen vorderem und mittlerem Drittel des Körpers und hat keine deutlichen Lippen. Der weibliche Geschlechtstrakt ist amphidelphisch, die Uterusäste verlaufen also in entgegengesetzte Richtung. Die Eier sind dünnschalig und enthalten eine Morula. Die Spicula sind ähnlich in Größe und Form, mit deutlich zweigeteiltem Griff und Klinge, ein Gubernaculum ist vorhanden.

## Arten
- Ingwenascaris asymmetrica (Ortlepp, 1932)
- Ingwenascaris sprenti Junker & Mutavchiev, 2017